# Slaget på Fitjar
Slaget på Fitjar ägde rum år 961 på ön Stord i Fitjar, Hordaland, Norge. Slaget var det sista slaget i kriget mellan Erik Blodyx' söner och deras farbror Håkon den gode om makten över Norge. Det var också en konflikt som var en del av en kamp mellan Norge och Danmark för kontroll av Oslofjorden. Harald, som var son till Erik Blodyx, kom utan förvarning till Hordaland 961, vilket förvånande kungen som då var i Fitjar. Håkons styrkor vann slaget, men kungen blev dödligt sårad. Enligt Snorre Sturlasson fick kungen norrmännen att acceptera sönerna till Erik Blodyx som tronarvingar till den norska kungatronen för att undvika inbördeskrig. Efter Håkons död blev Harald och hans bröder kungar över Norge, men hade fortfarande lite inflytande på västra delen av landet. Harald var den mäktigaste av bröderna och därför blev han kung av Norge. Dock drabbades norrmännen fortfarande av många år med krig.